# Američko-indijanski ratovi
Američki indijanski ratovi (takođe poznati kao Indijski ratovi ili Ratovi prvih naroda; fr. Guerres des Premières Nations) skupni je naziv za različite oružane sukobe u kojima su se borile evropske vlade i kolonisti, a kasnije vlade i doseljenici, protiv raznih plemena Američkih Indijanaca i Prvih nacija. Ovi sukobi su se odvili u Severnoj Americi od vremena najranijih kolonijalnih naselja u 17. veku do početka 20. veka. Razni ratovi su rezultat raznih faktora, uključujući kulturne sukobe, zemljišne sporove i krivična dela počinjena od strane obe strane. Evropske sile i njihove kolonije takođe su privukle indijanska plemena kako bi im pomogli da vode ratove protiv drugih kolonijalnih naselja.
Nakon Američke revolucije, mnogi su sukobi bili lokalni za određene države ili regione i često su uključivali sporove oko korišćenja zemljišta; neki su obuhvatali cikluse nasilnih odmazdi. U Kanadi je 11 Numerisanih ugovora koji pokrivaju većinu zemalja Prvih naroda ograničio broj takvih sukoba.
Kako su se doseljenici širili na zapad preko Amerike i Kanade posle 1780. godine, oružani sukobi su se povećavali u veličini, trajanju i intenzitetu između doseljenika i različitih plemena Indijanaca i Prvih nacija. Vrhunac je došao u Ratu iz 1812. godine, kada su se velike Indijske koalicije na srednjem zapadu i jugu borile protiv Sjedinjenih Država i izgubile. Sukobi sa doseljenicima postali su mnogo ređi i obično su se rešavali sporazumom, često prodajom ili razmenom teritorija između savezne vlade i određenih plemena. Zakonom o preseljenju Indijanaca iz 1830. godine ovlaštena je Američka vlada da sprovede uklanjanje Indijaca sa istoka reke Misisipi prema zapadu na Divlji zapad, posebno u Oklahomi. Savezna politika uklanjanja na kraju je rafinirana na Zapadu, kako su američki doseljenici nastavili da šire svoje teritorije, da bi se indijanska plemena preselila u posebno namenjene i federalno zaštićene i subvencionisane rezervate.

## Хронологија
- Рат краља Филипа (1675-1676)
- Понтјаков рат (1763-1766)
- Данморов рат (1774)
- Тикамсијев рат (1811–1813)
- Семинолски ратови  (1817–1858)
- Ратови са Команчима (1836–1877)
- Ратови са Апачима (1849–1924)
- Ратови са Сијуксима  (1854–1891)
- Ратови са племеном Јута (1850–1923)Литл БигхорнВашитаРоузбадРањено КоленоМ.ШапаАпачки пролазРат краља ФилипаДетроитПоинт ПлезантДејдТипекануТемзаСанд КрикСтилманВисконсинБед ЕксСент ЛуисЦрна БрдаПирТаборПитРеноФил КерниЛарамиСан КарлосСмитБоземанСмитВ.ЈамаКлирвотерКотонвудБ.ПтицаБела рекаРиџлиМимсПотковицаТрес КастиљосСибекјуТ.АпачиСијера МадреЧИВАВАСОНОРАПотковицаПотковицаПотковицаПотковица Важније битке Индијанских ратова (1640-1890).

## Efekti na indijanske populacije
Popisom Sjedinjenih Država 2010. utvrđeno je postojanje 2.932.248 Amerikanaca koji su se identifikovali kao Indijanci ili domoroci Aljaske, što je oko 0,9% američkog stanovništva. Popisom u Kanadi 2011. godine utvrđeno je prisustvo 1.836.035 Kanađana koji su se identifikovali kao pripadnici Prve Nacije (Inuiti ili Metisi), što je oko 4,3% kanadskog stanovništva. Ne postoji konsenzus o tome koliko je ljudi živelo u Americi pre dolaska Evropljana, mada se opsežno istraživanje se i dalje sprovodi. Savremene procene kreću se od 2,1 miliona do 18 miliona ljudi koji su živeli na Severnoameričkom kontinentu pre evropske kolonizacije, a većina ih je živela južno od Rio Grande. Američki Biro za popis stanovništva je 1894. izjavio da je Severna Amerika skoro bila prazan kontinent u 1492. i da indijska populacija nije „mogla premašivati mnogo više od 500.000.”
Broj Indijanaca pao je na ispod pola miliona u 19. veku zbog zaraznih bolesti, sukoba s Evropljanima, ratova među plemenima, asimilacije, migracije u Kanadu i Meksiko, i pada nataliteta. Glavni uzrok su bile zarazne bolesti koje su nosili evropski istraživači i trgovci.

## Literatura
- „Named Campaigns: Indian Wars”. United States Army Center of Military History. Архивирано из оригинала 09. 11. 2010. г. Приступљено 13. 12. 2005.
- Parry, Mae (2010). „The Northwestern Shoshone” (PDF).  Ур.: Forrest S. Cuch. A History of Utah's American Indians. Utah State University Press. ISBN 978-0-91373-849-8.
- Parker, Aaron. The Sheepeater Indian Campaign. (Chamberlin Basin Country). Idaho Country Free Press, c1968.
- Raphael, Ray (2001). A People's History of the American Revolution: How Common People Shaped the Fight for Independence. New York: The New Press. ISBN 0-06-000440-1.
- Remini, Robert V. (2001). Andrew Jackson and his Indian Wars. New York: Viking. ISBN 0-670-91025-2.
- Richter, Daniel K (2001). Facing East from Indian Country: A Native History of Early America. Cambridge, Massachusetts: Harvard University Press. ISBN 0-674-00638-0.
- Thornton, Russell (1987). American Indian Holocaust and Survival: A Population History Since 1492. Oklahoma City: University of Oklahoma Press. ISBN 0-8061-2220-X.
- Utley, Robert M. and Wilcomb E. Washburn. Indian Wars (2002) excerpt and text search
- Yenne, Bill (2005). Indian Wars: The Campaign for the American West. Yardley, PA: Westholme. ISBN 1-59416-016-3.
- Michno, F. Gregory (2009). Encyclopedia of Indian wars: Western battles and skirmishes 1850–1890. Missoula, Montana: Mountain Press Publishing Company. ISBN 978-0-87842-468-9.
- Barnes, Jeff (2008). Forts of the Northern Plains: Guide to Historic Military Posts of the Plains Indian Wars. Mechanicsburg, PA: Stackpole Books. ISBN 978-0-8117-3496-7.
- Glassley, Ray Hoard (1972). Indian Wars of the Pacific Northwest. Binfords & Mort. ISBN 0-8323-0014-4.. Portland, Oregon 1972
- Heard, J. Norman. Handbook of the American Frontier (5 vol Scarecrow Press, 1987–98); Covers "1: The Southeastern Woodlands," "2: The Northeastern Woodlands," "3: The Great Plains", "4: The Far West" and vol 5: "Chronology, Bibliography, Index." Compilation of Indian-white contacts & conflicts
- Kessel, William and Robert Wooster (2005). Encyclopedia of Native American Wars and Warfare.
- McDermott, John D (1998). A Guide to the Indian Wars of the West. Lincoln: University of Nebraska Press. ISBN 0-8032-8246-X.
- Michno, Gregory F (2007). Deadliest Indian War in the West: The Snake Conflict, 1864–1868. Caxton Press. ISBN 978-0-87004-460-1.. 360 pages, Caxton Press, 2007, .
- Stannard, David (1993). American Holocaust: Columbus and the Conquest of the New World. Oxford, 1992
- Tucker, Spencer, ed. The Encyclopedia of North American Indian Wars, 1607-1890: A Political, Social, and Military History. (3 vol 2012)
- Wooster, Robert (1995). The Military and United States Indian Policy, 1865-1903. U of Nebraska Press. ISBN 978-0-8032-9767-8.
- Merrell, James H (1989). „Some Thoughts on Colonial Historians and American Indians”. William and Mary Quarterly. 46 (1): 94—119. JSTOR 1922410. doi:10.2307/1922410.
- Merrell, James H (2012). „Second Thoughts on Colonial Historians and American Indians”. William and Mary Quarterly. 69 (3): 451—512. JSTOR 10.5309/willmaryquar.69.3.0451. doi:10.5309/willmaryquar.69.3.0451.
- Miller, Lester L., Jr. Indian Wars: A Bibliography (U.S. Army, 1988) DTIC ADA188734: Indian Wars: A Bibliography. јануар 1988.. lists over 200 books and articles.
- Smith, Sherry L (1998). „Lost soldiers: Re-searching the Army in the American West”. Western Historical Quarterly. 29 (2): 149—63. JSTOR 971327. doi:10.2307/971327.
- Greene, Jerome A (2007). Indian War Veterans: Memories of Army Life and Campaigns in the West, 1864–1898. New York: Savas Beatie. ISBN 978-1-932714-26-5.
- Griske, Michael (2005). The Diaries of John Hunton, Chapter 2 – "Frontier Warfare, A Tragic and Fearsome Thing". Heritage Books. ISBN 978-0-7884-3804-2.
- Kip, Lawrence (1859). Army life on the Pacific : a journal of the expedition against the northern Indians, the tribes of the Cour d'Alenes, Spokans, and Pelouzes, in the summer of 1858. Redfield. ISBN 978-0-548-50401-7.. Available online through the Washington State Library's Classics in Washington History collection.